# CBS 30th Street Studio
Das CBS 30th Street Studio, auch bekannt als Columbia 30th Street Studio oder „The Church“, war ein US-amerikanisches Tonstudio, das die Firma Columbia Records von 1948 bis 1981 benutzte. Es befand sich in Manhattan, New York City, 207 East 30th Street, zwischen der Second Avenue und der Third Avenue.
Das Studio wurde von der Musikindustrie mitunter als der am besten klingende Raum seiner Zeit bezeichnet. Einige Spezialisten betrachten es sogar als bedeutendstes Tonstudio der Geschichte.
Es entstanden dort Aufnahmen in allen Genres, sowohl Klassik-, Jazz- als auch Pop-Alben, darunter
- Bach: The Goldberg Variations mit Glenn Gould (1955)
- Ray Conniff, S Wonderful (1956),
- Billie Holiday, Lady in Satin (1958),
- Miles Davis, Milestones (1958)
- Miles Davis, Kind of Blue (1959),
- Dave Brubeck, Time Out (1959), mit dem Hit Take Five
- Percy Faith, Theme from “A Summer Place” (1959)
- Pink Floyd, The Wall (1979).

## Vorgeschichte
Das Gebäude hieß ursprünglich Adams-Parkhurst Memorial Presbyterian Church und gehörte zur Madison Square Presbyterian Church. Es wurde von dem Architekten J. Cleaveland Cady entworfen und am 28. März 1875 eingeweiht. Später nutzten mehrere Gruppen den Bau, darunter eine deutsche lutherische Gemeinde, die Armenisch-Evangelische Kirche (1896–1921) und die Radiostation WLIB (1944–1952).

## Tonstudio
Einige Jahre stand die ehemalige Kirche leer und wurde schließlich 1948 von Columbia Records zu einem Aufnahmestudio umgebaut. John Marks schrieb 2002 in einem Aufsatz für die Zeitschrift Stereophile: „There was one big room, and no other place in which to record.“ (Es gab einen großen Raum und keinen anderen Ort zum Aufnehmen.)
Das Aufnahmestudio war 100 Fuß (ca. 30,5 m) hoch und hatte eine große Grundfläche als Aufnahmebereich. Der Kontrollraum für die Tonregie befand sich im ersten Stock und maß nur 8 × 14 Fuß (ca. 2,4 × 4,3 m). Später wurde der Kontrollraum in das Erdgeschoss verlegt. Jim Reeves, ein Tontechniker, der darin gearbeitet hatte, erinnerte sich später: „It was huge and the room sound was incredible, by the fact that, aside from the artistry, how clean the audio system was.“ (Er war riesig, und der Raumklang war unglaublich, durch die Tatsache – abgesehen von der Kunst – wie sauber das Audiosystem war.)

## Ende und Abriss
Als der zwischen Columbia und dem Studio geschlossene Vertrag 1982 endete, wollte Columbia das Studio gern kaufen, war aber nicht in der Lage, die für das Gebäude geforderte Kaufsumme von 250.000 Dollar aufzubringen. Vorher war es verschiedentlich schon zu Differenzen gekommen, da der Eigentümer CBS Beschränkungen auferlegte, etwa durch eine abendliche Schließung um 22 Uhr.
Der Eigentümer verkaufte die Immobilie schließlich für 1,2 Millionen Dollar. Später wurde das Gebäude abgerissen und an der Stelle ein zehnstöckiges Wohnhaus mit dem Namen „The Wilshire“ errichtet, das 1985 fertiggestellt wurde.